# Ernst von Rüchel

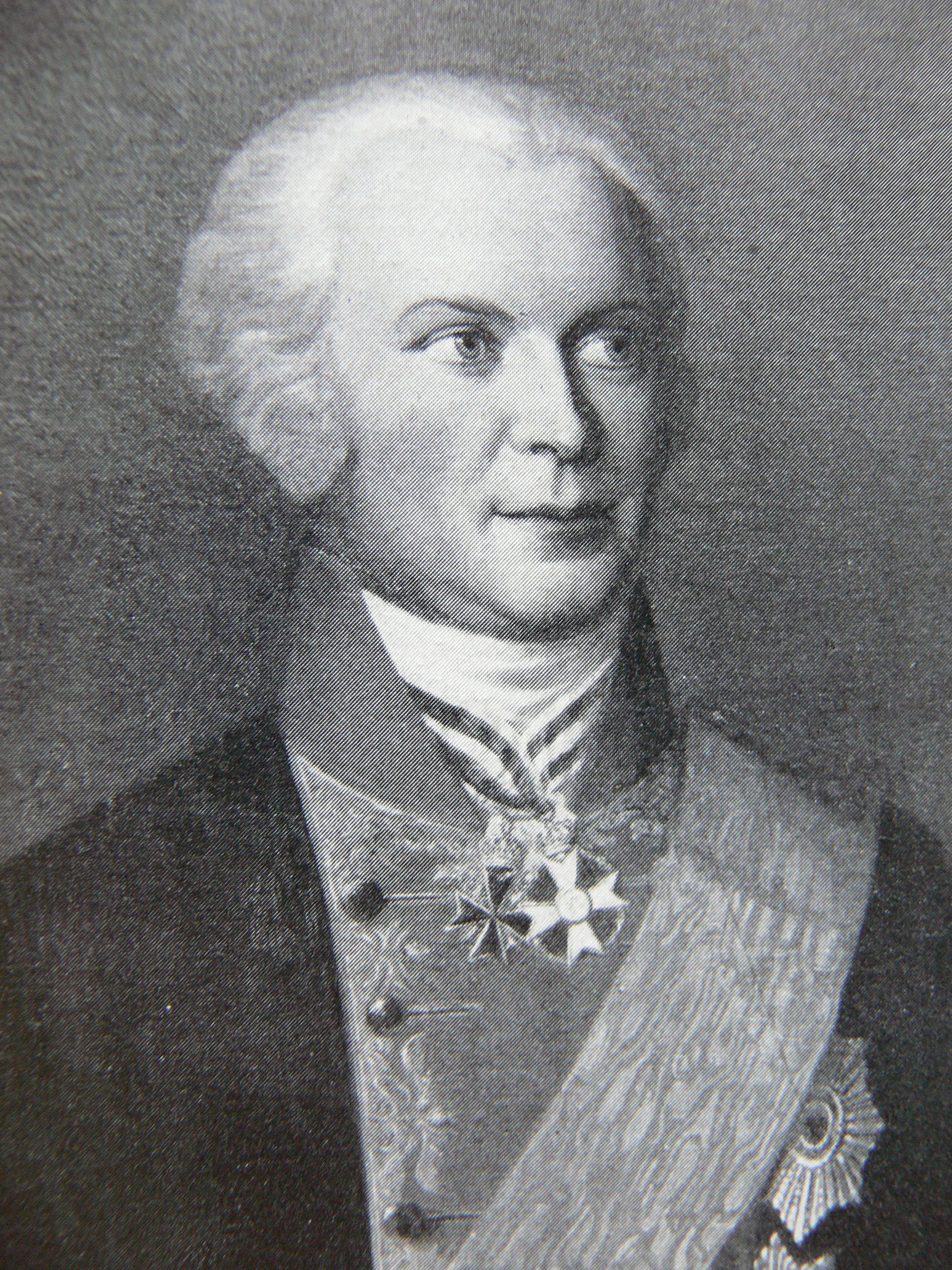
Ernst von Rüchel (1754–1823)

Ernst Wilhelm Friedrich Philipp von Rüchel (* 21. Juli 1754 in Ziezeneff; † 14. Januar 1823 in Haseleu im Landkreis Regenwalde) war ein preußischer General der Infanterie.

## Leben
Ernst war der Sohn des preußischen Offiziers und Herrn auf Ziezeneff Adam Georg von Rüchel (1692–1757) und dessen Ehefrau Agnes Auguste Hedwig, geborene von Schnell.
Nach dem Besuch der Kadettenanstalt in Berlin trat er am 1. März 1770 als Gefreiterkorporal in das Infanterieregiment „von Stojentin“ Nr. 27 in Stendal ein, wurde am 29. September 1772 Fähnrich sowie am 26. Dezember 1774 zum Sekondeleutnant befördert. Als solcher ernannte ihn Generalleutnant Friedrich Christoph von Saldern 1777 zum Bataillonsadjutanten und er stieg am 30. März 1778 zum Generaladjutanten beim Regimentschef von Knobelsdorff auf. Während des Bayerischen Erbfolgekrieges 1778 bis 1779 beteiligte er sich am Gefecht bei Gabel und Grumbach.
Als Schützling des Generals Friedrich Christoph von Saldern wurde Rüchel 1782 in den Quartiermeisterstab nach Potsdam versetzt, wo ihn König Friedrich II. persönlich in Strategie und Taktik unterrichtete. Rüchel galt als einer der Lieblingsschüler Friedrichs des Großen; dieser gab ihm zum Studium sein Manuskript der histoire de mon temps und erhielt dazu Erläuterungen und Aufschlüsse. Im Auftrag des Königs bereiste er die Schauplätze des Siebenjährigen Krieges und erstellte ein memoire raisonné. Auch deshalb übertrug ihm König Friedrich Wilhelm II. 1790 die Reform des Militärbildungswesens, der ihn zuvor zum Major beförderte und die Inspektion der Militär-Erziehungsanstalten übertrug. Durch philanthropische Grundsätze beeinflusst, reorganisierte Rüchel die Militärakademie, indem er unter anderem neue Lehrpläne einführte und angesehene Fachleute (Erman, Ancillon) für den Unterricht gewann. Das Kadettenkorps gestaltete er von einer Versorgungs- in eine Bildungsanstalt um, die trotz Scharnhorsts Reformen bis ins 20. Jahrhundert neben Fachwissen auch adeligen Kastengeist vermittelte. Rüchel führte darüber hinaus Invalidenkompanien, eine Offizierswitwenkasse und Erziehungsgeld für Soldatenkinder ein.
1790 übertrug ihm der König den Auftrag, die Schlesische Armee in kürzester Zeit in den Kriegszustand zu versetzen, hierfür erhielt er anschließend das Patent als Quartiermeister und wurde im darauffolgenden Jahr zum Flügeladjutanten des Königs ernannt.
Im Ersten Koalitionskrieg schickte ihn der König als Militärgesandten zum hessischen Truppenkorps. Als die Hessen ihre Winterquartiere bezogen, bekam er vom König den Auftrag Koblenz und die Festung Ehrenbreitstein, die vom französischen General Adam-Philippe de Custine bedroht wurden, zu schützen. Nach der Erfüllung des Auftrages erfolgte die Beförderung zum Oberstleutnant und er erhielt hierfür den hessischen Löwenorden.
Später sicherte er 1792 den Rückzug der Hauptarmee aus der Champagne, leitete den Sturm auf Frankfurt am Main, kommandierte während der Belagerung von Mainz ein gemischtes Korps an der sog. Mainspitze (als Kommandeur des III. Bat. Garde Vorgesetzter von Friedrich Christian Laukhard und Heinrich von Kleist), befehligte zeitweise die Blockade Landaus und siegte in mehreren Gefechten, hierfür wurde er zum Oberst befördert und er erhielt die Amtshauptmannschaft über Reez und Marienwalde in der Neumark.
Bekannt wurde er aber schon 1792 durch die Eilmärsche, mit denen er während des preußischen Rückzugs aus Frankreich den Franzosen unter Adam-Philippe de Custine bei der Besetzung von Koblenz zuvorkam. Nach der Eroberung von Mainz, an der er einen wesentlichen Anteil hatte, erfolgte seine Beförderung zum Generalmajor. Während eines Gefechts bei Oggersheim am 2. Januar 1794 wurde er von General François-Joseph Lefebvre angegriffen, hierbei zog sich ein preußisches Bataillon durch ein falsches Zeichen zurück. Nachdem er den Irrtum bemerkte, sprang er vom Pferd, stellte sich vor das Bataillon und führte es mit solcher Wucht, dass die Franzosen nach Oggersheim zurückgeworfen wurden, hierfür erhielt er den Roten Adlerorden.
Gemeinsam mit seinem Duzfreund Gebhard Leberecht von Blücher zählte Rüchel fortan in der Öffentlichkeit zu den bekanntesten Führern des preußischen Heeres. Zudem übernahm er diplomatische Aufgaben an den Höfen in Mannheim, Darmstadt und Kassel, später auch bei Zar Paul I. in Sankt Petersburg. Nach dem Frieden von Basel entwickelte Rüchel den ersten Flottenplan der preußischen Geschichte. 1797 ernannte ihn Friedrich Wilhelm III. zum Inspekteur sämtlicher Militärbildungsanstalten, Chef der Potsdamer Inspektion und Kommandeur des Regiments Garde (Vorgesetzter von Heinrich von Kleist sowie von Ernst von Pfuel, später preußischer Ministerpräsident und Kriegsminister).
Wie viele andere preußische Offiziere schloss sich auch Rüchel der Freimaurerei an. Die von seinem Regimentschef Alexander von Knobelsdorff geführte Stendaler Loge Zur goldenen Krone hat ihn 1782 aufgenommen. Nach seiner Versetzung in die königliche Suite wechselte Rüchel zur Potsdamer Loge Minerva, die ihn 1801 zu ihrem Logenmeister wählte. Er gehörte mehreren Logen als Ehrenmitglied an, darunter auch der Berliner Royal York zur Freundschaft.
Rüchels Instruktionen für die Finanzreform- und für die Militär-Organisations-Kommission stellten bis 1806 innen- wie militärpolitische Weichen. Mit der Militärischen Gesellschaft (gegründet vor allem durch ihren Direktor Scharnhorst) leitete er als Präses einen Verein gelehrter Offiziere, dem unter anderen Scharnhorst, Boyen und Clausewitz angehörten. Rüchel befehligte die Potsdamer Großmanöver und förderte Knesebeck, Müffling, Yorck und Gneisenau (Ernennung Gneisenaus zum Kommandanten von Kolberg). 1805 wurde er Chef des Infanterieregiments No. 2 und schloss sich der „Kriegspartei“ an, die mit Prinz Louis Ferdinand von Preußen zum Kampf gegen Napoleon drängte. Preußens Mobilmachung verhinderte 1806 die von Rüchel geplante Aufstellung einer Landmiliz. Östlich von Kapellendorf, auf jenem Gelände, dessen Eckpunkte heute ungefähr die Wegmarken Kriegerdenkmalturm-Großromstedt-Kötschau bilden, verlor er am 14. Oktober 1806 das letzte Teilgefecht der Schlacht bei Jena. Sein spätes Eintreffen auf dem Schlachtfeld wurde ihm nachher von seinen Feinden, insbesondere von dem selbst in die Kritik geratenen Generalquartiermeister der Teilarmee des Fürsten Hohenlohe, Oberst Christian von Massenbach, öffentlich zum Vorwurf gemacht. Der „Generalleutnant-von-Rüchel-Weg“ erinnert heute an den letzten Marsch der Teilarmee Rüchels vom Webicht in Weimar nach Kapellendorf.
Rüchel floh verwundet über Stettin nach Königsberg, übernahm dort das Amt des Generalgouverneurs, entwarf Pläne für einen Volksaufstand, förderte das Freikorps Marwitz, entwickelte eine enge Beziehung zur Königin Luise von Preußen und leitete die Hartungsche Zeitung (Entlassung Fichtes als Zensor). Im Ringen um die Verantwortlichkeit der Minister unterstützte er Hardenberg und Stein durch mündliche wie schriftliche Stellungnahmen beim König. Auf Druck Napoleons entlassen, besuchte Rüchel 1809 inkognito den durch Napoleon abgesetzten Kurfürsten Wilhelm I. von Hessen-Kassel (ehemals Landgraf Wilhelm IX. von Hessen-Kassel) in dessen Prager Exil, um finanzielle Unterstützung für einen Volksaufstand zu erbitten. Obwohl Rüchel zunächst Hardenbergs „Rigaer“ und Steins „Nassauer“ Denkschrift gebilligt hatte, widersetzte er sich 1810 dem „Finanzedikt“, das Steuervorrechte des Adels beseitigte.
Als Preußen 1813 den Befreiungskrieg begann, verweigerte ihm der preußische König ein Kommando, wohl aus Misstrauen wegen Rüchels Verbindung zum Rebellenführer von Schill (eine Tochter Rüchels war 1809 mit Schill verlobt gewesen), hauptsächlich aber, weil er Rüchels dominante Persönlichkeit nicht schätzte, zudem der General seit 1807 inaktiv gewesen war und daher die reorganisierte preußische Armee und das neue taktische System nur vom Hörensagen kannte. Da Rüchel dienstälter als Blücher war, hätte er in einer höheren Position verwendet werden müssen. Eine untergeordnete Stellung, die Rüchel sich stattdessen erbat, kam für den König nicht in Frage, da dies dem Status eines Generals der Infanterie nicht entsprochen hätte. Die letzten Jahre verbrachte Rüchel abgeschieden auf Gut Haseleu in Pommern.
Dort leistete ihm neben seiner Familie meist nur der junge Numismatiker Heinrich Bolzenthal Gesellschaft, später Mitbegründer der Staatlichen Museen zu Berlin sowie Direktor der Münz- und Medaillensammlung. Bolzenthal war 1819 einer Einladung des Generals gefolgt, lebte bis 1821 auf Rüchels Rittergut und konnte in diesen Jahren seine Studien ungestört fortsetzen. Ernst Wilhelm Friedrich von Rüchel starb am 14. Januar 1823 auf Haseleu. Nach seinem Tod widmete ihm Fouqué, mit Rüchel persönlich bekannt, eine Biographie.

## Historische Einordnung
Rüchel galt als Meisterschüler Friedrichs des Großen sowie als Kronwächter friderizianischer Überlieferung. Tatsächlich war er von 1797 bis 1806 neben Möllendorff und dem Herzog Karl Wilhelm Ferdinand von Braunschweig der überragende Vertreter der preußischen Armee. Einige Zeitgenossen bewunderten ihn als „Preußens Napoleon“; andere, wie etwa Clausewitz, charakterisierten ihn als eine „aus lauter Preußentum gezogene konzentrierte Säure“. Mit Recht hielt ihn die Mehrheit für einen konservativen, adelsstolzen Bürgerfeind, lastete Rüchel aber zu einseitig die angebliche „Erstarrung“ des Heeres an. Zwar verteidigte er Vorrechte des Adels und verzögerte wichtige Neuerungen (z. B. durch den Streit mit Scharnhorst in der „Militärischen Gesellschaft“ um die Einführung der Divisionsgliederung), trug aber zugleich auch dazu bei, die preußische Armee für das Gedankengut der Aufklärung zu öffnen. Die nachhaltigsten Wirkungen entfalteten Rüchels Sozialreformen (Aufstellung der Invalidenkompanien, Gründung der Offizierswitwenkasse, Einführung des Kindergeldes für Soldatenfrauen) und vor allem die Erneuerung des preußischen Militärbildungswesens, das sich trotz der durch Scharnhorst in die Wege geleiteten Heeresreform vor allem dank Rüchels Reorganisation zu einer Insel altpreußischer, konservativer, ständisch geprägter Überlieferung entwickeln konnte. Rüchels Wirken sowie seine Persönlichkeit repräsentieren eindringlich manche Schwäche, aber auch die Stärken des altpreußischen, spätfriderizianischen Heeres.

## Wappen
Schild: Quergeteilt, oben auf Blau eine weiße Lilie, unten von Blau und Rot geschacht; Helm: drei grüne Kleeblätter auf langen Stielen; Decke: weiß und rot.

## Familie
Er war zweimal verheiratet. Seine erste Frau wurde 1786 Karoline Henriette von Arnstedt († 1786). Sie war Hofdame, ihr Vater war Christian Heinrich Wilhelm von Arnstedt (1713–1785), preußischer Oberst und Hofmeister des Prinzen und späteren Königs Friedrich Wilhelm II. Ihre Mutter war Albertine Henriette Karoline Freiin von Geuder genannt Rabensteiner (1725–1803). Rüchels Frau starb nur acht Tage nach ihrer Hochzeit. 1788 heiratete er im Jahr 1788 Philippine Johanna Elisabeth von Ernsthausen (* 31. Oktober 1768; † 13. Oktober 1828). Sie war die Tochter des Ober-Finanzrats und Präses des Ober-Sanitäts-Kollegiums Viktor Tobias Ernst von Ernsthausen (1730–1807) und dessen Frau Johanna Amalie Breitsprach (* 1749; † 5. April 1818). Aus dieser Ehe sind zwei Töchter bekannt:
- Elisabeth (Elise) (* 29. Oktober 1789; † 1. November 1816) ⚭ Julius Friedrich Gottlob von Flemming (Haus Boeck)[4] (* 1. Mai 1783; † 19. April 1858), preußischer Major. (Sie war zuvor mit Ferdinand von Schill verlobt.)
- Caroline Friederike Sophie Adelheid Albertine (* 30. Dezember 1790; † 11. Februar 1831)[5] ⚭ Jakob Friedrich von Rüchel-Kleist (1778–1848), Gouverneur von Danzig.